# كديري (جاوة الشرقية)
كديري (شرق جاوة) (بالإنجليزية: Kediri, East Java)‏ هي مدينة تقع في إندونيسيا في جاوة الشرقية. يقدر عدد سكانها بـ 252,000 نسمة ومساحتها 63.4 كم2 وترتفع عن سطح البحر 3 متر.

## تاريخ
تقليديا، يقال إن مدينة كيديري تأسست في 27 يوليو 879م، واليوم يتم الاحتفال بالذكرى السنوية للمدينة في ذلك التاريخ. عُرف وادي نهر برانتس كموقع للثقافة الجاوية الكلاسيكية، خاصة بين القرنين العاشر والخامس عشر. أسس الملك أيرلانجا بلدة كيديري على ضفاف أعالي نهر برانتس في عام 1042. وكانت تسمى في الأصل دهانابورا أو داها. بعد وفاة أيرلانجا، تم تقسيم مملكته إلى قسمين: مملكة بانجالو في الغرب، ومملكة جانغالا في الشرق. أصبحت داها عاصمة بنجالو، وبعد ذلك عاصمة مملكة كيديري. على مر القرون، انتقلت السيطرة على المدينة إلى مملكة سينغاساري وماجاباهيت وديماك وماتارام.
اسم "Kediri" أو "Kadiri" مشتق من الكلمة السنسكريتية Khadri، والتي تعني فاكهة النوني، مما يدل على أشجار فاكهة النوني (المعروفة محليًا باسم pacé أو mengkudu) التي نمت في المنطقة.

## أعلام
- موسو
- أحمد نيوفانداني
- داني سبوترا
- بودي سودارسونو